# Institut des problèmes biomédicaux
L'Institut des problèmes biomédicaux de l'ARS (IMBP, ou IBMP (acronyme de la dénomination anglophone Institute of Biomedical Problems), en russe : Институт медико-биологических проблем РАН) est un institut de l'Académie des sciences de Russie. L'IMBP est l'organisation leader en Russie pour mener des recherches fondamentales dans le domaine de la biologie et de la médecine spatiale, dans le soutien médical et biologique des vols spatiaux habités, dans le développement de méthodes et de moyens d'assurer la sécurité et la vie, de préserver la santé et de maintenir les performances humaines dans des conditions extrêmes. Fondée en 1963, il est basé au 76a, Khoroshevskoe Shosse à Moscou. Depuis 2021, son directeur est Oleg Igorevich Orlov.
Il est connu en Occident notamment pour l'expérience Mars500 simulant une mission habitée vers Mars.